# Jāmāsp
Jāmāsp (spesso citato anche come Djamasp o Zamasp, in lingua pahlavi جاماسپ; V secolo – 530/540) è stato un sovrano sasanide, che regnò dal 496 al 498. Era il fratello minore del re Kavadh I e venne innalzato al trono sasanide dopo la deposizione del fratello a opera di un gruppo di nobili.

## Nome
A causa dell'accresciuto interesse dei Sasanidi per la storia della semi-leggendaria dinastia dei kayanidi, Jāmāsp deve il nome al mitologico ministro del monarca kayanide Vishtaspa. Il nome è traslitterato in greco come Zamásphēs; in arabo Jāmāsb, Zāmāsb e Zāmāsf; in persiano moderno Jāmāsp e Zāmāsp.

## Biografia

### Origini
Nel 484, Peroz I (r. 459-484) fu sconfitto e ucciso durante la battaglia di Herat combattuta nel 484 contro gli Eftaliti, il principale gruppo di tribù rientranti negli "Unni iranici". Nella seconda metà del V secolo, gli Eftaliti controllavano la Battriana e probabilmente anche parti della Transoxiana meridionale. L'esercito di Peroz fu completamente sbaragliato e il suo corpo non venne mai ritrovato; inoltre, anche quattro dei suoi figli e fratelli perirono nello stesso frangente. Le principali città sasanidi della regione orientale del Khorasan, ovvero Nishapur, Herat e Marw, ricaddero in quel momento sotto il dominio degli Eftaliti. Sukhra, un membro della casato partico di Karen, uno dei sette grandi casati dell'Iran, radunò in tutta fretta una nuova armata e impedì agli Eftaliti di riportare ulteriori successi. Il fratello di Peroz, Balash, fu nominato scià con l'approvazione dell'élite persiana, in particolare Sukhra e il generale mehranide Sapore Mihran. Tuttavia, le politiche di Balash non soddisfecero né la nobiltà né il clero, che lo fecero accecare e deporre dopo soli quattro anni, nel 488. Sukhra, che aveva giocato un ruolo chiave nella deposizione di Balash e che secondo lo storico Miskawayh (morto nel 1030) era lo zio materno di Kavad I, nominò suo nipote nuovo scià dell'Iran.

### Regno
Nel 496, a causa delle politiche socio-economiche e religiose attuate da Kavad I, la nobiltà e il clero zoroastriano lo fecero deporre. Uno degli altri motivi nascosti dietro la deposizione di Kavad potrebbe senza dubbio aver riguardato la sua esecuzione di Sukhra, ritenuto un avversario troppo potente per la corona. Nel frattempo, nell'impero alcune regioni furono travolte da intensi tumulti, in particolare la Mesopotamia. Dopo la destituzione del monarca, ebbe presto luogo una riunione dei nobili finalizzata a decidere quale destino riservare a Kavad. Gushnaspdad, un membro di un'importante famiglia di latifondisti (i Kanarangiyan) suggerì di giustiziare Kavad. La sua proposta non trovò però i sostenitori necessari e Kavad finì invece recluso in quella che lo storico Procopio di Cesarea chiama «prigione dell'oblio», situata nel Khūzestān. Tuttavia, Kavad riuscì a fuggire e chiese asilo nei domini degli Eftaliti, richiesta che non cadde nel vuoto.
Nel 498 o nel 499, Kavad fece ritorno nel territorio dell'odierno Iran con un esercito di Eftaliti. Quando attraversò i domini della famiglia Kanarangiyan nel Khorasan, fu accolto da Adergudunbade, un membro della famiglia che si dimostrò propensò ad aiutarlo. Un altro nobile che sostenne Kavad fu Zarmihr Karen, figlio di Sukhra. Jāmāsp, la nobiltà e il clero non mostrarono resistenza perché volevano prevenire il rischio di un'altra guerra civile. Le controparti giunsero a un accordo ai sensi del quale Kavad sarebbe ritornato scià a patto che non avrebbe arrecato danno a Jamasp o all'élite. Benché Jāmāsp fu risparmiato, anche se probabilmente finì accecato, Gushnaspdad e altri nobili che avevano complottato contro Kavad vennero giustiziati. La riconquista del trono da parte di Kavad dimostra le travagliate condizioni in cui versava l'impero, dove in un periodo di anarchia una piccola forza fu in grado di sopraffare l'alleanza nobiltà-clero.
Jāmāsp si recò quindi in Armenia, dove sconfisse i Cazari, conquistò parte del loro territorio e sposò una donna armena, la quale gli diede un figlio di nome Narsi.

## Discendenza
Dopo la morte di Jāmāsp nel 530/540, suo figlio Narsi, che ebbe un figlio di nome Piruz, ampliò i domini della sua famiglia, incluso il Gīlān. Narsi sposò poi una delle principesse del Gilan, la quale gli diede un figlio che la coppia chiamò Gilanshah. Quest'ultimo ebbe a sua volta un figlio di nome Gil Gavbara, il capostipite dei Dabuyidi, ed ebbe due discendenti di nome Dabuya e Paduspan. Suo figlio Dabuya gli succedette come ispahbadh dei Dabuyidi, mentre l'altro figlio, Paduspan, fondò la dinastia Paduspanidi.

### Fonti primarie
- Procopio di Cesarea, Le guerre, a cura di Marcello Craveri, Giulio Einaudi, 1977, ISBN 978-08-12-20840-5.

### Fonti secondarie
- (EN) Michael Axworthy, A History of Iran: Empire of the Mind, New York, Basic Books, 2008, ISBN 978-0-465-00888-9.
- (EN) Mary Boyce, Zoroastrians: Their Religious Beliefs and Practices, Psychology Press, 2001, ISBN 978-04-15-23902-8.
- (EN) M.L. Chaumont e K. Schippmann, Balāš, Sasanian king of kings, in Encyclopaedia Iranica, III, Fasc. 6, 1988,  pp. 574-580.
- Jamsheed K. Choksy, Jāmāsp i. Reign, in Encyclopaedia Iranica, XIV, Fasc. 5, 2008,  pp. 453-454.
- (EN) Touraj Daryaee, Sasanian Persia: The Rise and Fall of an Empire, I.B.Tauris, 2014, ISBN 978-08-57-71666-8.
- (EN) Touraj Daryaee e Khodadad Rezakhani, The Sasanian Empire, in Touraj Daryaee, King of the Seven Climes: A History of the Ancient Iranian World (3000 BCE - 651 CE), UCI Jordan Center for Persian Studies, 2017, ISBN 978-06-92-86440-1.
- (EN) Wilferd Madelung, Dabuyids, in Ehsan Yarshater, Encyclopaedia Iranica, VI, Fasc. 5, Londra e New York, Routledge & Kegan Paul, 1993,  pp. 541-544, ISBN 1-56859-007-5.
- (EN) Scott McDonough, The Legs of the Throne: Kings, Elites, and Subjects in Sasanian Iran, in Johann P. Arnason e Kurt A. Raaflaub, The Roman Empire in Context: Historical and Comparative Perspectives, John Wiley & Sons, Ltd, 2011,  pp. 290-321, DOI:10.1002/9781444390186.ch13, ISBN 978-14-44-39018-6.
- (EN) Richard Payne, The Reinvention of Iran: The Sasanian Empire and the Huns, in Michael Maas, The Cambridge Companion to the Age of Attila, Cambridge University Press, 2015,  pp. 282-299, ISBN 978-1-107-63388-9.
- (EN) Daniel T. Potts, Sasanian Iran and its northeastern frontier, in Michael Mass e Nicola Di Cosmo, Empires and Exchanges in Eurasian Late Antiquity, Cambridge University Press, 2018, ISBN 978-13-16-14604-0.
- (EN) Parvaneh Pourshariati, Decline and Fall of the Sasanian Empire: The Sasanian-Parthian Confederacy and the Arab Conquest of Iran, I.B. Tauris, 2008, ISBN 978-1-84511-645-3.
- (EN) Khodadad Rezakhani, ReOrienting the Sasanians: East Iran in Late Antiquity, Edinburgh University Press, 2017, ISBN 978-14-74-40030-5.
- (EN) Nikolaus Schindel, Kawād I i. Reign, in Encyclopaedia Iranica, XVI, Fasc. 2, 2013,  pp. 136-141.
- (EN) A. Shapur Shahbazi, Sasanian Dynasty, in Encyclopædia Iranica, 2005.